# Сторожук Антоніна Іванівна
Антоніна Іванівна Сторожук (нар. 9 червня 1949, Новосілка, Мурованокуриловецький р-н, Вінницька область) — педагог, фольклорист, етнограф, письменниця, краєзнавець, доцент(2006), викладач-методист(1991) та вчений секретар Барського гуманітарно-педагогічного коледжу імені Михайла Грушевського. Кандидат мистецтвознавства (2000), Відмінник освіти України(1989). Член-кореспондент Академії міжнародного співробітництва з креативної педагогіки(2008).

## Життєпис
Антоніна Сторожук народилась 9 червня 1949 року в селі Новосілка на Вінниччині в сільській сім'ї. Навчалась у початкових класах в Михайловецькій та Бахтинській школах, а з шостого по восьмий клас у Барській загальноосвітній школі № 1.
Після школи вступила до Тульчинського культурно-освітнього училища (відділення народно-духових інструментів), яке з відзнакою закінчила у 1967 році. Продовжила навчання за фахом у Вінницькому державному педагогічному інституті (музично-педагогічний факультет), рік закінчення 1972.
У 2000 році Сторожук захистила кандидатську дисертацію «Історизм етномузикології Климента Васильовича Квітки» за спеціальністю «Історія та теорія культури», отримавши науковий ступінь кандидата мистецтвознавства в Київському національному університеті культури і мистецтв. У 2006 році удостоєна звання «доцент».
Із 1985 року працює в Барському гуманітарно-педагогічному коледжі. Заступник директора коледжу з гуманітарної освіти та виховної роботи, вчений секретар, кандидат мистецтвознавства, доцент, відмінник освіти України, викладач-методист.

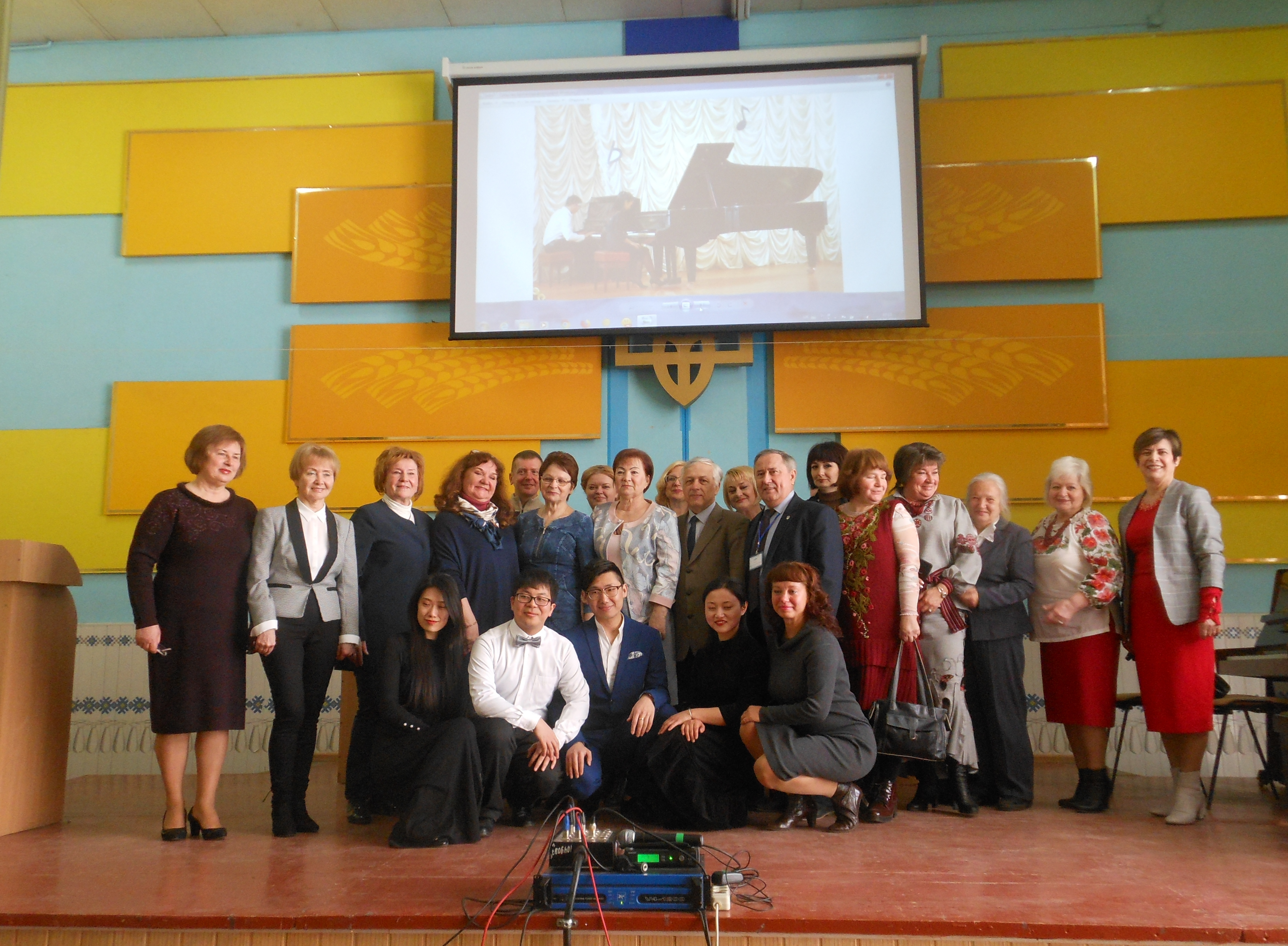
А. Сторожук на міжнародній конференції, квітень Бар-2019, шоста зліва у другому ряду

Антоніною Сторожук написані численні фахові наукові статті, надруковані у збірниках ВАК України, в педагогічних журналах, освітянській пресі. Вона також пише народознавчі новели, біографічну прозу, гумористичні оповідки та казки.
Завдяки її підтримці при коледжі багато років функціонує літературна студія «Інверсії серця».
Сторожук є багаторічним керівником творчої лабораторії з запису, вивчення та збереження української народної пісні та східноподільської манери співу, а також відомого на Поділлі ансамблю «Голоси предків».
У коледжі постійно відбуваються наукові конференції, презентації нових художніх видань, зустрічі з письменниками у яких активним організатором є Антоніна Сторожук.

## Видання
Антоніна Сторожук є авторкою фахових та наукових праць:
Монографія «Климент Васильович Квітка (Людина — педагог — вчений)», про дослідника музичного фольклору, що зібрав понад 6 тисяч народних мелодій, визначного етномузиколога Європи і світу, К.: Фенікс, 1998,
«Історизм етномузикології Климента Квітки», Київ 2000,
Навчально-методичний посібник «Музичний фольклор Східного Поділля: історичний аспект творення, регіональні особливості природи народного співу», що вміщує автентичні зразки народних пісень, зафіксовані у селах Вінниччини та Хмельниччини, Вінниця: вид. Балюк І. Б., 2007,
«Пісні, які співали Ґрохольські з П'ятничан та Стрижавки на Поділлі», «Автентична пісня Східного Поділля: історичний аспект творення, локальні особливості, манери співу», 2006, містить додаток, що вміщує біля сотні зразків одноголосого співу стародавніх пісень та тридцять пісень для сучасного виконання, «Творча діяльність студентів як один із шляхів сталого духовного розвитку регіону», 2011,
«Наративна ідентичність смислу», 2015,
«Пісенно-обрядова традиція весни на Східному Поділлі», 2015.
Сторожук авторка навчального посібника для ВНЗ: «Луна співучої душі», К-П., 1995.
Інші автобіографічні, краєзнавчі та художні видання:
«Калинове намисто», К.: Наукова думка, 1993,
«Чудові миттєвості дитинства», Вінниця: Континент-ПРИМ, 2003,
«Казочка, яка живе поруч», Вінниця: Континент-ПРИМ, 2003,
"Подільський Бар та його околиці: Історія і сучасність (Події. Особистості. Факти.), навч. посіб.– К., 2010.– 282 с.: іл.,
«Непереможні…», Вінниця: ПП Балюк І. Б., 2010.– 176 с.: іл.,
«Українська народна музична творчість: вивчаємо, запам'ятовуємо, зберігаємо», навч.-метод. посіб.– Бар: Ред.-вид. відділ Бар. ГПК ім. М. Грушевського, 2012.– 182 с.
«Берегиня подільської самобутності», Вінниця, 2017
«Намистинки моєї долі», Вінниця, 2019, ISBN 978-617-7742-11-0
«Пам'ятки історії та культури Вінницької області», співавторка в частині опису пам'яток архітектури міста Бара, 2019

## Дискографія
Голоси предків — Ідьот Звєзда Чудна… Старовинні колядки та щедрівки (CD, Album), К. 2008,
Голоси предків — 4 — Весна-красна, Приходи (CD, Album), К. 2011,
Голоси Предків — 2 — Суспільно-Побутові Та Родинно-Побутові ‎(CD, Album), К. 2007,

## Відзнаки та нагороди
Нагороджена нагрудним знаком «Премія імені В. М. Гнатюка за збереження та охорону нематеріальної культурної спадщини» (2010 р.)
Нагрудний знак «А. С. Макаренко».
Лауреат фестивалю української пісні «Буковинський жайвір» у Чернівцях (2014).